# Jean Pierre Brol
Jean Pierre Brol (Cidade da Guatemala, 18 de dezembro de 1982) é um atirador esportivo guatemalteco.

## Carreira
Seu pai, Fernando Brol, o levou aos 14 anos para observar seus treinos, já que competia pela Guatemala na mesma especialidade. Jean Pierre é o mais novo dos irmãos Brol. Enrique e Herbert, o mais velho, são renomados atiradores de espingarda e também se dedicaram a essa prática em alto rendimento, competindo nas Olimpíadas de 2016.
Depois de terminar o ensino médio em 2000, Brol teve tempo para se dedicar ao esporte. Iniciou seu primeiro Ciclo Olímpico em 2002, nos Jogos Centro-Americanos e do Caribe de 2002, em San Salvador, onde estreou com prata individual e ouro por equipe. Ele ganhou o ouro no tiro nos Jogos Pan-Americanos de 2011 na fossa olímpica masculina.
Nos Jogos Olímpicos de Verão de 2024, em Paris, conquistou a medalha de bronze na competição da fossa olímpica masculino.